# Кальмичка
Кальмичка (рос. Б. Кальмычка) — балка (річка) в Україні у Гуляйпільському районі Запорізької області. Права притока Гайчул (басейн Дніпра).

## Опис
Довжина балки приблизно 11,65 км, найкоротша відстань між витоком і гирлом — 11,43  км, коефіцієнт звивистості річки — 1,02 . Формується декількома балками та загатами. У пригирловій частині балка пересихає.

## Розташування
Бере початок на західній стороні від села Зелений Гай. Тече переважно на північний захід через село Затишшя і біля села Зелене впадає у річку Гайчул, ліву притьоку Вовчої.

## Цікаві факти
- у пригирловій частині балку перетинає автошлях Т 0401[2] (автомобільний шлях територіального значення у Дніпропетровській та Запорізькій областях. Пролягає територією Дніпровського, Синельниківського, Васильківського, Покровського, Гуляйпільського, Пологівського, Токмацького та Мелітопольського районів через Дніпро — Васильківку — Покровське — Гуляйполе — Пологи — Токмак — Молочанськ — Мелітополь. Загальна довжина — 254,8 км.),